# Сайгатка (приток Тулвы)
Сайгатка — река в России, протекает в Чернушинском и Бардымском районах Пермского края. Устье реки находится в 90 км по левому берегу реки Тулва. Длина реки составляет 11 км.
Исток реки в южной части Тулвинской возвышенности западнее горы Кленовая (326 м НУМ) в 8 км к юго-востоку от села Константиновка. Исток и первые километры течения находятся в Чернушинском районе, среднее и нижнее течение — в Бардымском. Река течёт на север и северо-запад, всё течение проходит по ненаселённой местности. Приток — Сырой Курчат (правый). Впадает в Тулву чуть выше села Константиновка.

## Данные водного реестра
По данным государственного водного реестра России относится к Камскому бассейновому округу, водохозяйственный участок реки — Кама от Камского гидроузла до Воткинского гидроузла, речной подбассейн реки — бассейны притоков Камы до впадения Белой. Речной бассейн реки — Кама.
По данным геоинформационной системы водохозяйственного районирования территории РФ, подготовленной Федеральным агентством водных ресурсов:
- Код водного объекта в государственном водном реестре — 10010101012111100014677
- Код по гидрологической изученности (ГИ) — 111101467
- Код бассейна — 10.01.01.010
- Номер тома по ГИ — 11
- Выпуск по ГИ — 1